# نفرف‌رع
نفرفرع پادشاهی از دودمان پنجم مصر باستان است که میان سال‌های ۲۴۶۰ تا ۲۴۵۸ پیش از میلاد فرمانروایی می‌کرد. معنای نام او «رع زیبا است»، می‌باشد.

## زندگی‌نامه
نفرفرع برادر نیوسررع است و هر دو فرزندان نفریرکارع و شهبانو خنت‌کاوس دوم هستند. بر پایه نوشته‌های فهرست تورین، او ۷ سال پادشاهی کرد، با این حال به نظر می‌آید که این عدد فراواقعی باشد. طبق گفته مانثون، او کمینه ۲۰ سال فرمانروایی کرد. با این حال باور مصرشناسان بر این است که او تنها زمانی کمتر از یک سال فرمانروایی کرد. مرگ زودهنگام او باعث ناتمام ماندن ساخت و سازهایش در ابو صیر شد. هرم او بیشتر همانند یک مصطبه است.
در آرامگاه-معبد او باستان‌شناسان چک از دانشگاه پراگ آثار بسیاری پیدا کردند. این آثار که در سال ۱۹۸۲ به دست آمدند، شامل تصویرهایی از شاه، چندین پاپیروس، ظرف‌های تزیین شده، و تعداد زیادی مهر می‌شدند.

## بناهای به جا مانده
- هرم ناتمام در ابو صیر
- به گمانی یک معبد خورشید